# Історичне населене місце
Історичне населене місце — місто, селище чи село, яке зберегло повністю або частково свій історичний ареал з об'єктами культурної спадщини і пов'язані з ними розпланування та форму забудови, типові для певних культур або періодів розвитку, та занесене до Списку історичних населених місць.

## Критерії
Місто, селище та село може бути визнано історичним і занесено до Списку, якщо воно відповідає щонайменше двом з таких критеріїв:
- наявність історичних, архітектурних, ландшафтних та садово-паркових об'єктів культурної спадщини, які мають містоутворювальне значення;
- розпланування відповідно до минулих історичних епох (до початку XX століття);
- збереження основних композиційних центрів та композиційних осей населених місць;
- наявність рядової історичної забудови.

## Визнання
Для визнання міста, селища чи села історичним місцем та занесення його до Списку необхідне подання з обґрунтуванням і науково-проєктна документація, що включає:
- історико-архітектурний опорний план,
- проєкт зон охорони пам'яток
- проєкт меж та режимів використання історичних ареалів населених місць.

Подання Кабінетові Міністрів України здійснюється облдержадміністраціями або органами місцевого самоврядування через Мінрегіонбуд.

## Наслідки
Після занесення міста, селища та села до Списку розробляються нові або корегуються існуючі місцеві правила забудови і генеральний план, у якому визначається стратегія розвитку історичного населеного місця з урахуванням:
- відновлення історичної планувально-просторової структури;
- реставрації, реабілітації, пристосування та музеєфікації об'єктів культурної спадщини;
- реконструкції і капітального ремонту об'єктів рядової історичної забудови.

Основними напрямами містобудівної діяльності в історичному населеному місці є:
- збереження культурної спадщини та традиційного характеру середовища;
- створення сприятливих умов функціонування історичних ареалів;
- гармонійне поєднання нових будівель з об'єктами культурної спадщини.